# 다운타임
다운타임(영어: downtime, unavailability, network outage, outage duration)은 시스템을 이용할 수 없는 시간을 일컫는다. 이용 불가능의 의미는 시스템이 오프라인이거나 사용할 수 없는 상황에 놓이는 상태를 가리킨다. 이 용어는 일반적으로 네트워크와 서버에 적용된다. 이와의 반의어로는 업타임이 있다.

## 같이 보기
- 고가용성
- 업타임